# محطة قطار مطار بروكسل
محطة مطار بروكسل زافينتيم (بالإنجليزية: Brussels Airport-Zaventem railway station، بالهولندية: Station Brussels Airport-Zaventem، بالفرنسية: Gare de Brussels Airport-Zaventem) هي محطة قطار رئيسية تقع أسفل مطار بروكسل في زافينتيم، بلجيكا. افتُتحت المحطة في عام 1958 وتُشغّلها السكك الحديدية الوطنية البلجيكية (NMBS/SNCB).

## وصف المحطة
تقع المحطة في الطابق السفلي الثالث من مبنى المطار، وتوفر وصولًا مباشرًا إلى صالات المغادرة والوصول. تُعد المحطة جزءًا مهمًا من شبكة القطارات الوطنية، حيث تربط المطار بالمدن الكبرى مثل بروكسل وأنتويرب وغنت ولوفين.

## الخطوط والخدمات
تمر عبر المحطة خطوط إقليمية ودولية، بما في ذلك:
- القطارات بين المطار وبروكسل (بما في ذلك محطة بروكسل المركزية) كل 15 دقيقة تقريبًا.
- خطوط مباشرة إلى أنتويرب وغنت ولوفين بمعدل قطار كل نصف ساعة.
- قطارات InterCity التي تصل إلى مدن أخرى داخل بلجيكا.
- بعض القطارات الدولية المباشرة إلى مدن في هولندا مثل روتردام وأمستردام.

## المرافق والخدمات
تحتوي المحطة على:
- أكشاك تذاكر وآلات بيع ذاتي.
- مرافق لذوي الاحتياجات الخاصة.
- اتصال مباشر بمواقف سيارات المطار ومناطق تأجير السيارات.
- نظام أمني مشدد، جرى تعزيزه بعد هجمات 2016.